# Condado de Lincoln (Maine)
O Condado de Lincoln é um dos 16 condados do Estado americano do Maine. A sede do condado é Wiscasset, e sua maior cidade é Wiscasset. O condado possui uma área de 1 812 km² (dos quais 631 km² estão cobertos por água), uma população de 33 616 habitantes, e uma densidade populacional de 28 hab/km² (segundo o censo nacional de 2000). O condado foi fundado em 1760.